# Bjärktjärnen, Ångermanland
Bjärktjärnen är en sjö i Örnsköldsviks kommun i Ångermanland och ingår i Moälvens huvudavrinningsområde.